# Jean Restout el Joven

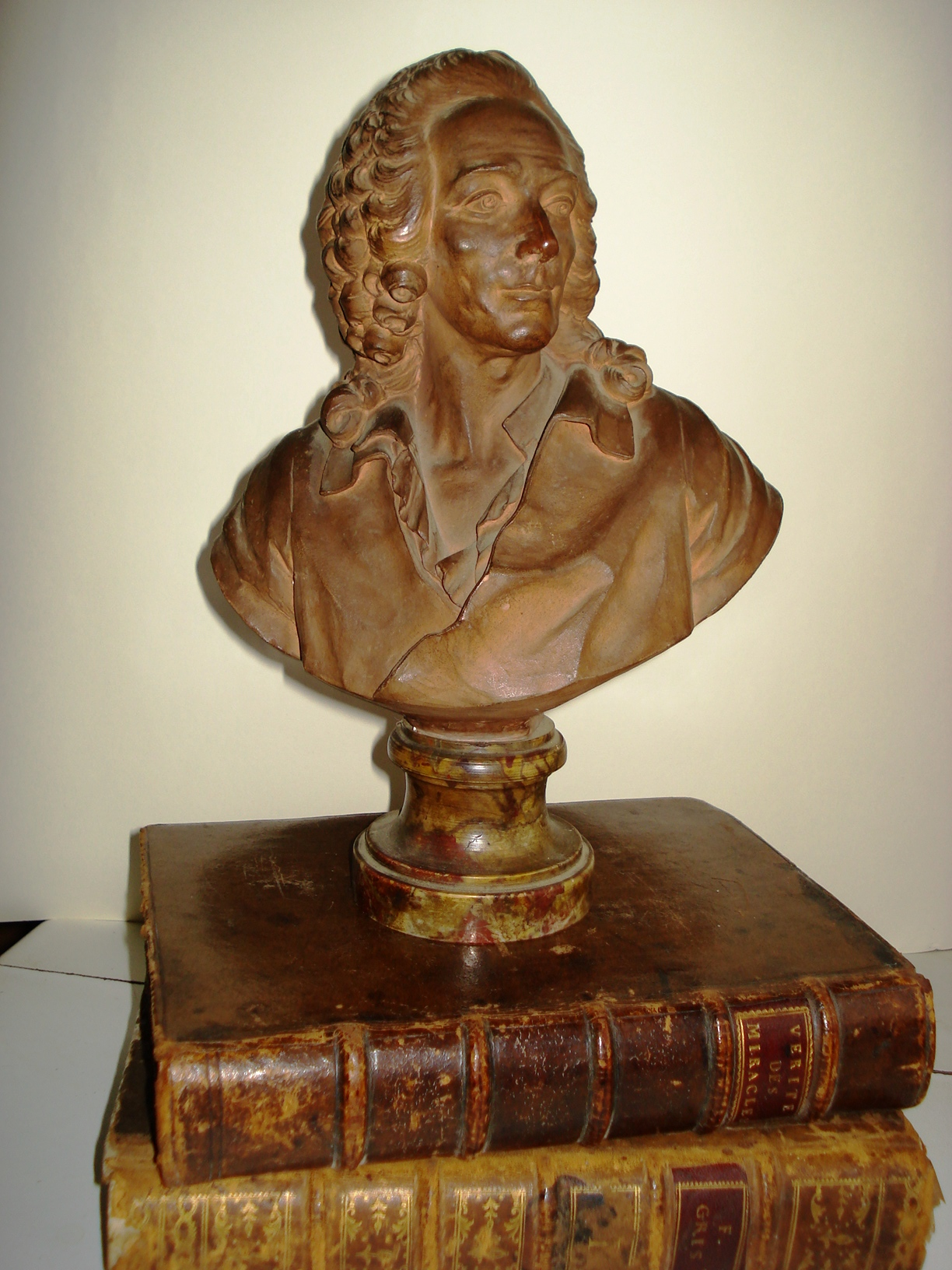
Jean Restout el Joven, busto realizado por Jean Jacques Caffieri.

Jean Restout el Joven, a veces Jean Restout II ( Ruan, 1692 — París, 1768 )  fue un pintor francés del neoclasicismo. 

## Historia
Fue el miembro más famoso de una familia de pintores Restout. Su padre, conocido como Jean Restout el Viejo, fue también pintor, así como su tío, Jean Jouvenet.  En 1720 accedió a la Academia Real de Pintura y Escultura,  donde fue profesor en 1733 y director en 1760.  Se casó con Marie-Anne Hallé, hermana del pintor Claude Guy Hallé.  Fue padre de Jean-Bernard Restout ( 1732-1797 ), quien también fue pintor y realizó un famoso retrato de progenitor. 

## Obras
Sus obras están impregnadas de una religiosidad y austeridad, aunque también realizó retratos y obras de temas clásicos y mitológicos. Su carrera fue bastante influyente, pues se le vincula con el resurgimiento de la pintura histórica como escuela de moral y virtud a finales del siglo XVIII.  Una vez dijo: 

Es necesario que el pintor tenga sentimientos nobles, mente elevada, carácter excelente, para abordar dignamente sus temas.